# Lintot
Lintot es una comuna francesa situada en el departamento de Sena Marítimo, en la región de Normandía.

## Demografía
| 304 | 288 | 390 | 442 | 451 | 413 | 473 |
| Para los censos de 1962 a 1999 la población legal corresponde a la población sin duplicidades (Fuente: INSEE [Consultar]) |     |     |     |     |     |     |